# Station Borlänge
Station Borlänge Centraal is een spoorwegstation in de Zweedse stad Borlänge. Het station ligt aan de kruising van de Dalabanan en Bergslagsbanan, en is daarmee een belangrijk overstapstation. 

## Verbindingen
| Serie | Treinsoort                          | Route | Bijzonderheden                                   |
| ----- | ----------------------------------- | --- | ------------------------------------------------ |
| 50    | Stoptrein (TÅGK)                    | Morastrand – Mora – Rättvik – Tällberg – Leksand – Insjön – Gagnef – Djurås – Borlänge |                                                  |
| 50    | Intercity (SJ)                      | Mora – Rättvik – Leksand – Borlänge – Avesta Krylbo – Sala – Uppsala – Arlanda – Stockholm |                                                  |
| 50    | Hogesnelheidslijn of Intercity (SJ) | Falun – Borlänge – Avesta Krylbo – Sala – Uppsala – Arlanda – Stockholm |                                                  |
| 53    | Stoptrein (TÅGK)                    | Gävle – Sandviken – Storvik – Hofors – Falun – Borlänge – Ludvika – Grängesberg – Ställdalen – Kopparberg – Storå – Lindesberg – Frövi – Örebro – Örebro Södra – Kumla – Hallsberg – Motala – Mjölby | Vaak slechts een deel van het traject.           |
| 75    | Stoptrein (TÅGAB)                   | Falun – Borlänge – Ludvika – Kristinehamn – Karlstad – Kil – Säffle – Trollhättan – Göteborg | Stopt beperkt op de stations Nässundet en Grums. |